# Droga krajowa nr 46 (Polska)
Droga krajowa nr 46 (DK46) – droga krajowa klasy GP o długości 270 km przebiegająca przez województwa dolnośląskie, opolskie i śląskie. Od strony Kłodzka stanowi odnogę drogi krajowej DK8 (choć formalnie nie łączy się z nią) biegnącej od granicy Kudowa-Zdrój – Nachod. Trasa łączy Kotlinę Kłodzką i południowo-zachodnią część województwa opolskiego z Opolem, Lublińcem oraz Częstochową. Droga ma wspólny krótki odcinek z DK43 i DK91 na terenie Częstochowy.

## Dopuszczalny nacisk na oś
Od 13 marca 2021 roku na drodze dozwolony jest ruch pojazdów o nacisku pojedynczej osi napędowej do 11,5 tony.

### Do 13 marca 2021
Wcześniej droga krajowa nr 46 była objęta ograniczeniami dopuszczalnego nacisku pojedynczej osi:
| Znak | Dopuszczalny nacisk | Lata obowiązywania | Odcinek |
| ---- | ------------------- | ------------------ | --- |
| DK46 | do 10 ton           | 2012–2017          | Kłodzko () – Nysa – Pakosławice – Jaczowice – Niemodlin – Karczów – Opole |
| DK46 | do 10 ton           | 2012–2021          | - Opole (ul. Częstochowska) – Ozimek – Lubliniec () - Lubliniec ( – koniec obwodnicy) – Blachownia – Częstochowa ( – ul. Warszawska) - Częstochowa () – Janów – Szczekociny () |

## Historia numeracji
Na przestrzeni lat trasa posiadała różne oznaczenia:

| Numer | Numer | Przebieg                                                           | Lata obowiązywania                                                 | Źródło | Uwagi |
| ----- | ----- | ------------------------------------------------------------------ | ------------------------------------------------------------------ | --- | --- |
| 245   | 245   | Kłodzko – Złoty Stok – Paczków – Otmuchów – Nysa                   | 1970 – 1985                                                        | - Mapa samochodowa Polski 1:1 000 , wyd. dziesiąte, Warszawa: Państwowe Przedsiębiorstwo Wydawnictw Kartograficznych, 1971. Brak numerów stron w książce - Mapa samochodowa Polski 1:1 000 , wyd. trzecie, Warszawa: Państwowe Przedsiębiorstwo Wydawnictw Kartograficznych, 1975. Brak numerów stron w książce - Samochodowy atlas Polski 1:500 000. Wyd. V. Warszawa: Państwowe Przedsiębiorstwo Wydawnictw Kartograficznych, 1979. ISBN 83-7000-017-7. Brak numerów stron w książce | |
| ?     | ?     | Nysa – Pakosławice                                                 | 1952 (?) – 1985                                                    | - Mapa samochodowa Polski 1:1 000 , Warszawa: Państwowe Przedsiębiorstwo Wydawnictw Kartograficznych, 1962. Brak numerów stron w książce - Atlas samochodowy Polski 1:500 000. Wyd. IV. Warszawa: Państwowe Przedsiębiorstwo Wydawnictw Kartograficznych, 1965, s. 117. | Nieznane oznaczenie drogi państwowej przed 1985 r. – na mapach i atlasach drogowych oznaczana jako droga drugorzędna lub droga główna bez numeracji |
| ?     | ?     | Pakosławice – Niemodlin – Karczów                                  | 1952 (?) – 1985                                                    | - Mapa samochodowa Polski 1:1 000 , Warszawa: Państwowe Przedsiębiorstwo Wydawnictw Kartograficznych, 1962. Brak numerów stron w książce - Atlas samochodowy Polski 1:500 000. Wyd. IV. Warszawa: Państwowe Przedsiębiorstwo Wydawnictw Kartograficznych, 1965, s. 117. | Nieznane oznaczenie drogi państwowej przed 1985 r. – na mapach i atlasach drogowych oznaczana jako droga drugorzędna lub droga główna bez numeracji |
| 34    | E22   | Karczów – Opole                                                    | • krajowy: 1952 – 1985 • międzynarodowy: lata 60. – połowa lat 80. | - Mapa samochodowa Polski 1:1 000 , Warszawa: Państwowe Przedsiębiorstwo Wydawnictw Kartograficznych, 1962. Brak numerów stron w książce - Atlas samochodowy Polski 1:500 000. Wyd. IV. Warszawa: Państwowe Przedsiębiorstwo Wydawnictw Kartograficznych, 1965, s. 117. - Mapa samochodowa Polski 1:1 000 , wyd. trzecie, Warszawa: Państwowe Przedsiębiorstwo Wydawnictw Kartograficznych, 1975. Brak numerów stron w książce - Hegi Gyula, Domokos György: Europe L’Europe Europa Европа Road atlas Atlas Routier Autoatlas Атлас автомобильных дорог. Budapeszt: Cartographia Budapest, 1981. ISBN 963-350-412-0. Brak numerów stron w książce - Samochodowy atlas Polski 1:500 000. Wyd. IX. Warszawa: Państwowe Przedsiębiorstwo Wydawnictw Kartograficznych, 1984, s. 121. - Samochodowy atlas Polski 1:500 000. Wyd. IX. Warszawa: Państwowe Przedsiębiorstwo Wydawnictw Kartograficznych, 1985, s. 121. | numeracja krajowa utajona w latach 60. – na drogowskazy był nanoszony wyłącznie numer E                                                             |
| 35    | 35    | Opole – Ozimek – Dobrodzień – Lubliniec – Blachownia – Częstochowa | 1952 (?) – 1985                                                    | - Mapa samochodowa Polski 1:1 000 , Warszawa: Państwowe Przedsiębiorstwo Wydawnictw Kartograficznych, 1962. Brak numerów stron w książce - Atlas samochodowy Polski 1:500 000. Wyd. IV. Warszawa: Państwowe Przedsiębiorstwo Wydawnictw Kartograficznych, 1965, s. 117. - Mapa samochodowa Polski 1:1 000 , wyd. trzecie, Warszawa: Państwowe Przedsiębiorstwo Wydawnictw Kartograficznych, 1975. Brak numerów stron w książce - Hegi Gyula, Domokos György: Europe L’Europe Europa Европа Road atlas Atlas Routier Autoatlas Атлас автомобильных дорог. Budapeszt: Cartographia Budapest, 1981. ISBN 963-350-412-0. Brak numerów stron w książce - Samochodowy atlas Polski 1:500 000. Wyd. IX. Warszawa: Państwowe Przedsiębiorstwo Wydawnictw Kartograficznych, 1984, s. 121. - Samochodowy atlas Polski 1:500 000. Wyd. IX. Warszawa: Państwowe Przedsiębiorstwo Wydawnictw Kartograficznych, 1985, s. 121. | |
| ?     | ?     | Częstochowa – Szczekociny                                          | 1952 (?) – 1985                                                    | - Mapa samochodowa Polski 1:1 000 , Warszawa: Państwowe Przedsiębiorstwo Wydawnictw Kartograficznych, 1962. Brak numerów stron w książce - Atlas samochodowy Polski 1:500 000. Wyd. IV. Warszawa: Państwowe Przedsiębiorstwo Wydawnictw Kartograficznych, 1965, s. 117. - Mapa samochodowa Polski 1:1 000 , wyd. trzecie, Warszawa: Państwowe Przedsiębiorstwo Wydawnictw Kartograficznych, 1975. Brak numerów stron w książce - Hegi Gyula, Domokos György: Europe L’Europe Europa Европа Road atlas Atlas Routier Autoatlas Атлас автомобильных дорог. Budapeszt: Cartographia Budapest, 1981. ISBN 963-350-412-0. Brak numerów stron w książce - Samochodowy atlas Polski 1:500 000. Wyd. IX. Warszawa: Państwowe Przedsiębiorstwo Wydawnictw Kartograficznych, 1984, s. 121. - Samochodowy atlas Polski 1:500 000. Wyd. IX. Warszawa: Państwowe Przedsiębiorstwo Wydawnictw Kartograficznych, 1985, s. 121. | Nieznane oznaczenie drogi państwowej przed 1985 r. – na mapach i atlasach drogowych oznaczana jako droga drugorzędna lub droga główna bez numeracji |
| 408   | 408   | Kłodzko – Paczków – Nysa                                           | 1985 – 2000                                                        | - Uchwała nr 192 Rady Ministrów z dnia 2 grudnia 1985 r. w sprawie zaliczenia dróg do kategorii dróg krajowych (M.P. z 1986 r. nr 3, poz. 16) - Polska: Atlas samochodowy 1:300 000. Wyd. pierwsze. Warszawa: Polskie Przedsiębiorstwo Wydawnictw Kartograficznych, 1992. ISBN 83-7000-080-0. Brak numerów stron w książce - Polska: mapa samochodowa 1:700 000, wyd. 1, Szczecin: Wydawnictwo Kartograficzne KOMPAS, 1996–1997, ISBN 83-904373-2-5. Brak numerów stron w książce - Polska: mapa samochodowa 1:700 000, wyd. II Zmienione i poprawione, Szczecin: Wydawnictwo Kartograficzne KOMPAS, 1997–1998, ISBN 83-904373-3-3. Brak numerów stron w książce - Rozporządzenie Rady Ministrów z dnia 15 grudnia 1998 r. w sprawie ustalenia wykazu dróg krajowych i wojewódzkich (Dz.U. z 1998 r. nr 160, poz. 1071)                                                                                         | dozwolony ruch ciężki – dopuszczalny nacisk na oś do 10 ton                                                                                         |
| 404   | 404   | Nysa – Pakosławice – Jaczowice – Niemodlin – Karczów               | 1985 – 2000                                                        | - Uchwała nr 192 Rady Ministrów z dnia 2 grudnia 1985 r. w sprawie zaliczenia dróg do kategorii dróg krajowych (M.P. z 1986 r. nr 3, poz. 16) - Polska: Atlas samochodowy 1:300 000. Wyd. pierwsze. Warszawa: Polskie Przedsiębiorstwo Wydawnictw Kartograficznych, 1992. ISBN 83-7000-080-0. Brak numerów stron w książce - Polska: mapa samochodowa 1:700 000, wyd. 1, Szczecin: Wydawnictwo Kartograficzne KOMPAS, 1996–1997, ISBN 83-904373-2-5. Brak numerów stron w książce - Polska: mapa samochodowa 1:700 000, wyd. II Zmienione i poprawione, Szczecin: Wydawnictwo Kartograficzne KOMPAS, 1997–1998, ISBN 83-904373-3-3. Brak numerów stron w książce - Rozporządzenie Rady Ministrów z dnia 15 grudnia 1998 r. w sprawie ustalenia wykazu dróg krajowych i wojewódzkich (Dz.U. z 1998 r. nr 160, poz. 1071)                                                                                         | dozwolony ruch ciężki – dopuszczalny nacisk na oś do 10 ton                                                                                         |
| 4     | E40   | Karczów – Opole                                                    | 1985 – 2000                                                        | - Uchwała nr 192 Rady Ministrów z dnia 2 grudnia 1985 r. w sprawie zaliczenia dróg do kategorii dróg krajowych (M.P. z 1986 r. nr 3, poz. 16) - Polska: Atlas samochodowy 1:300 000. Wyd. pierwsze. Warszawa: Polskie Przedsiębiorstwo Wydawnictw Kartograficznych, 1992. ISBN 83-7000-080-0. Brak numerów stron w książce - Polska: mapa samochodowa 1:700 000, wyd. 1, Szczecin: Wydawnictwo Kartograficzne KOMPAS, 1996–1997, ISBN 83-904373-2-5. Brak numerów stron w książce - Polska: mapa samochodowa 1:700 000, wyd. II Zmienione i poprawione, Szczecin: Wydawnictwo Kartograficzne KOMPAS, 1997–1998, ISBN 83-904373-3-3. Brak numerów stron w książce - Rozporządzenie Rady Ministrów z dnia 15 grudnia 1998 r. w sprawie ustalenia wykazu dróg krajowych i wojewódzkich (Dz.U. z 1998 r. nr 160, poz. 1071)                                                                                         | |
| 46    | 46    | Opole – Ozimek – Lubliniec – Blachownia – Częstochowa              | od 1985                                                            | jw. oraz: - Polska: mapa samochodowa z podziałem administracyjnym 1:700 000, wyd. XII Zmienione, poprawione i uaktualnione, Szczecin: Wydawnictwo Kartograficzne KOMPAS, 2004–2005, ISBN 83-904373-7-6. Brak numerów stron w książce - Polska: mapa samochodowa z podziałem administracyjnym 1:700 000, wyd. XIV Zmienione, poprawione i uaktualnione, Szczecin: Wydawnictwo Kartograficzne KOMPAS, 2005, ISBN 83-904373-7-6. Brak numerów stron w książce - Polska 2016: mapa samochodowa 1:700 000, wyd. XXVII, Dom Wydawniczy PWN, 2016, ISBN 978-83-7705-942-5. Brak numerów stron w książce | ograniczenia dla ruchu ciężkiego |
| 76    | 76    | Częstochowa – Janów – Szczekociny                                  | 1985 – 2000                                                        | - Uchwała nr 192 Rady Ministrów z dnia 2 grudnia 1985 r. w sprawie zaliczenia dróg do kategorii dróg krajowych (M.P. z 1986 r. nr 3, poz. 16) - Polska: Atlas samochodowy 1:300 000. Wyd. pierwsze. Warszawa: Polskie Przedsiębiorstwo Wydawnictw Kartograficznych, 1992. ISBN 83-7000-080-0. Brak numerów stron w książce - Polska: mapa samochodowa 1:700 000, wyd. 1, Szczecin: Wydawnictwo Kartograficzne KOMPAS, 1996–1997, ISBN 83-904373-2-5. Brak numerów stron w książce - Polska: mapa samochodowa 1:700 000, wyd. II Zmienione i poprawione, Szczecin: Wydawnictwo Kartograficzne KOMPAS, 1997–1998, ISBN 83-904373-3-3. Brak numerów stron w książce - Zarządzenie nr 6 Generalnego Dyrektora Dróg Publicznych z dnia 9 maja 2000 r. w sprawie nadania numerów drogom krajowym [online], Rzeczpospolita, 4 lipca 2000.                                                                              | |

## Przebieg
Droga rozpoczyna się na południe od Kłodzka, w Żelaźnie odchodząc od drogi DK33, poprzez którą łączy się z DK8 prowadzącą poprzez przejście graniczne w Kudowie-Zdroju w kierunku Pragi i dalej na południowy zachód. Na odcinku Złoty Stok – Nysa prowadzi blisko granicy z Czechami. Rolę ostatnich dróg do granicy pełnią: na obwodnicy Paczkowa – do granicy w Paczkowie – DW382, w Nysie droga DW411 – do granicy w Konradowie i Głuchołazach oraz DK41 do granicy w Trzebinie k. Prudnika. Po minięciu obwodnicą Nysy, DK46 zwraca się na północny wschód, w kierunku Opola, Lublińca i Częstochowy. Przed Opolem w węźle „Prądy” bezkolizyjnie przecina autostradę A4. Opole omija obwodnicą północną.
Droga pełni funkcję ważnego szlaku komunikacyjnego. Jej fragment z Kłodzka do Częstochowy wraz z fragmentem DK1 od Częstochowy do aglomeracji łódzkiej jest alternatywą dla przeciążonej i przebiegającej przez Wrocław drogi DK8. Droga krajowa 46 jest również ważnym szlakiem pod względem turystycznym. Łączy bowiem Kotlinę Kłodzką, stanowiąc szlak do Pragi, z zachodnią granicą województwa świętokrzyskiego. Szczególnie interesująco krajobrazowo jest ostatni odcinek: Częstochowa – Szczekociny, gdzie droga przecina równoleżnikowo Jurę Krakowsko-Częstochowską, na jej północnym skraju.

## Modernizacja drogi
Budowa obwodnicy Niemodlina w ciągu drogi krajowej nr 46 planowana była przez Generalną Dyrekcję Dróg Krajowych i Autostrad, w latach 2012–2014. Budowę obwodnicy Niemodlina rozpoczęto w 2018 r., a ukończono i oddano ją do użytku w listopadzie 2021 r.
W grudniu 2024 r. oddano do użytku odcinek Nysa - Pakosławice (ok 7 km) przebudowywany do drogi dwujezdniowej, po dwa pasy ruchu w każdym kierunku. By ograniczyć liczbę skrzyżowań wzdłuż głównej drogi poprowadzono dodatkowe drogi lokalne, przebudowano skrzyżowania i wyposażono je w sygnalizację świetlną. 

## Ważniejsze miejscowości leżące na trasie DK46
- Kłodzko (DK33)
- Złoty Stok
- Paczków – obwodnica (DW382) do granicy
- Otmuchów – obwodnica
- Nysa (DK41) – obwodnica
- Niemodlin – obwodnica
- Prądy (A4)
- Karczów (DK94)
- Opole (DK45, DK94) – obwodnica
- Ozimek – obwodnica
- Dobrodzień – obwodnica
- Lubliniec (DK11, DW906) – obwodnica północna
- Blachownia
- Częstochowa (DK1, DK43, DK91) – projektowana południowa obwodnica Częstochowy
- Szczekociny (DK78)

## Droga ekspresowa S46 – „Szlak staropolski”
W fazie koncepcji był projekt Szlaku staropolskiego, czyli drogi biegnącej od granicy z Czechami w Kudowie przez Opole, Lubliniec, Częstochowę, Jędrzejów, Kielce, Kraśnik, Lublin do Włodawy, czyli do wschodniej granicy Polski. Projekt zakładał przebudowę do parametrów drogi ekspresowej następujących dróg i odcinków:
- drogi krajowej nr 46 na całej długości
- odcinka drogi krajowej nr 78 Szczekociny – Jędrzejów
- odcinka drogi krajowej nr 7 Jędrzejów – Kielce
- odcinka drogi krajowej nr 74 Kielce – Kraśnik
- wspólnego, wcześniej zaplanowanego odcinka drogi ekspresowej S19 Kraśnik – Lublin
- drogi krajowej nr 82 Lublin – Włodawa, na całej długości

Arteria otrzymałaby oznaczenie S46. W programach rządowych trasa S46 nie jest wymieniana. Za włączeniem drogi do Transeuropejskiej Sieci Transportowej TEN-T, uwzględnieniem trasy w strategii rozwoju kraju i budową drogi lobbowało Stowarzyszenie Szlak staropolski. W NPR na lata 2007–2013 opublikowanym w 2005 droga została włączona do Harmonogramu budowy autostrad i dróg ekspresowych na lata 2007–2013, który przygotowywał GDDKiA. Według niego zakończenie budowy drogi ma nastąpić po 2013 roku. W następnych rozporządzeniach projekt ten nie występuje, jednak trasa S46 znajduje się na liście planowanych dróg na obszarze administrowanym przez GDDKiA Oddział w Lublinie.